# نظام كمومي
النظام الكمومي هو جزء من الفضاء الكوني (البيئة أو العالم المادي) الذي يؤخذ بعين الاعتبار لإجراء تحليل أو دراسة لميكانيكا الكم المتعلقة بازدواجية موجة-جسيم في هذا النظام. يتم دراسة كل شيء خارج هذا النظام (أي البيئة) فقط لمراقبة تأثيراته على النظام. يتضمن النظام الكمومي الدالة الموجية ومكوناتها، مثل الزخم و الطول الموجي للموجة التي يتم تحديد دالة الموجة لها.